# Včela medonosná iberská
Včela medonosná iberská (Apis mellifera iberiensis také španělská, pyrenejská) je poddruh včely medonosné pocházející z Pyrenejského poloostrova. Vyskytuje se také na Baleárských ostrovech. Patří k linii včel medonosných pocházejících z Afriky. 

## Morfologie a taxonomie
První popis včely iberské vyšel v časopise Bee World, jehož autorem byl bratr Adam. Dále prof. Friedrich  Ruttner ji popsal ve své knize "Biogeography and Taxonomy of Honeybees". Na základě popisu bratra Adama, ale stejně jako několik autorů před ním (např. Goetze, 1964) tuto včelu chybně přirovnal k poddruhu popsaném Skorikovem (1929) jako Apis mellifera iberica. Skorikov navrhl daný název pro poddruh vyskytující se na Kavkaze a svůj název založil na starověkém řecko-římském označení pro gruzínské království a kavkazské Ibery. Název, jak jej použil Ruttner, byl tedy chybou, takže Apis mellifera iberiensis zůstavá jediným platným názvem pro včelu iberskou.  
Pyrenejský poloostrov je oblastí hybridizace včely iberské mezi severem Afriky a Evropou. Vliv včely tmavé je přítomen u včel iberských lokalizovaných na severu a  vliv včely vlašské je přítomen spíše na jihu. Včela iberská představuje šest různých haplotypů, z nichž pět odpovídá vývojové linii z Afriky a jeden ze západní Evropy. Z toho se usuzuje na hybridní povahu tohoto poddruhu, která je postupně nahrazována liniemi včel tmavých.
Včela iberská má velikost  srovnatelnou s evropskými poddruhy s předními křídly užšími a širším tělem. Je většinou tmavě hnědá až uhlově černá. Tmavá barva je zvýrazněna nízkým ochlupením. Včelí matky jsou černé, téměř jednotné barvy. Jsou vitální a silně plodují dle podmínek prostředí. Chov je citlivý na některá onemocnění.

## Chování
Nevytvářejí více matek v době rojení. Vykazují rychlou obrannou reakci, nervozitu a sklon k rojení. Hojně využívají propolis. U česna do úlu jsou vždy přítomny jedna nebo dvě strážkyně. Pokud je včelstvo vyrušeno, strážkyně vyvolají trvalý poplach. Útočí na cokoli, co vypadá jako hrozba po dobu nejméně 24 hodin.